# Крубкі-Ґуркі
Крубкі-Ґуркі (пол. Krubki-Górki) — село в Польщі, у гміні Посвентне Воломінського повіту Мазовецького воєводства.
Населення — 165 осіб (2011).
У 1975-1998 роках село належало до Седлецького воєводства.

## Демографія
Демографічна структура станом на 31 березня 2011 року:
|          | Загалом | Допрацездатний вік | Працездатний вік | Постпрацездатний вік |
| -------- | ------- | ------------------ | ---------------- | -------------------- |
| Чоловіки | 88      | 14                 | 62               | 12                   |
| Жінки    | 77      | 15                 | 37               | 25                   |
| Разом    | 165     | 29                 | 99               | 37                   |